# Françoise Olivier-Coupeau
Pour les articles homonymes, voir Coupeau.
Françoise Olivier-Coupeau, née le 3 juillet 1959 à Laval et morte le 4 mai 2011 à Rennes, est une femme politique française.

## Biographie

### Formation et début de carrière
Françoise Olivier-Coupeau est titulaire d’une maîtrise de droit public et d'un DEA de droit communautaire, spécialisé dans l’Europe des pêches. Elle a obtenu ses diplômes en travaillant comme vendeuse pour financer ses études. Elle commence sa carrière professionnelle à Lorient en travaillant comme formatrice au CRÉPO (Centre régional d’étude et de promotion ouvrière), association d’éducation populaire créée par la CFDT. Françoise Olivier-Coupeau intègre ensuite plusieurs agences privées de communication, avant de devenir, en juillet 1999, directrice de la communication de la Communauté d'agglomération du Pays de Lorient dénommée « Cap l’Orient ».

### Vie politique
Françoise Olivier-Coupeau adhère au Parti socialiste en 1977. Responsable du pôle presse de Jean-Yves Le Drian, député du Morbihan et président de la Région Bretagne, elle devient sa chargée de mission.
Elle est élue députée le 17 juin 2007, pour la XIIIe législature (2007-2012), dans la cinquième circonscription du Morbihan. Elle fait partie du groupe Socialiste, radical et citoyen et succède ainsi à Jean-Yves Le Drian qui choisit de ne pas se représenter aux législatives de 2007. Elle intègre la commission de la défense de l'Assemblée nationale.
Françoise Olivier-Coupeau meurt le 4 mai 2011 d'un cancer qu'elle avait rendu public dès la campagne des législatives de 2007. C'est son suppléant Gwendal Rouillard, premier secrétaire départemental du PS dans le Morbihan et conseiller municipal de Lorient, qui lui succède.